# L/R -Licensed by Royal-
『L/R -Licensed by Royal-』（エルアール ライセンスド バイ ロイアル）は、2003年1月8日から3月26日までフジテレビ系で放送されたアニメ作品。全13話（第4話は未放送）。

## ストーリー
舞台はイングランドに隣接する島国・王立国家イシュタル国。この国では、国中で起こる様々な事件を未然に解決するために、王室近衛隊からライセンスを与えられた私設エージェンシーが数多く存在する。その中でも確実に任務をこなし、王室からの信頼も非常に厚い王室エージェンシー・CLOUD7に所属する、通称：L/Rと呼ばれる2人の凄腕エージェント、ロウ・リッケンヴァッカーとジャック・ヘフナー。彼らは王室から発注された任務「IMPOSSIBLE MISSION」を様々な特殊装備と頭脳的かつ大胆なアクションでこなしていく。

## 登場人物
ロウ・リッケンヴァッカー
声 - うえだゆうじ
本作の主人公。年齢は20代後半。王室エージェンシー・CLOUD7のメンバーで、ジャックと共に「L/R」と呼ばれるエージェントの男性。性格は飄々かつ無鉄砲な反面、幼少時に孤児院で育った環境から、家族や母性的なものに劣等感を持つ。特技は変装と声帯模写。使用車はジャガーE-type（愛称：コールドターキー）だが、ほとんど使わない。
ジャック・ヘフナー
声 - 平田広明
年齢は20代後半。CLOUD7のメンバーで、ロウと「L/R」を組むエージェントの男性。左利き。自動車や飛行機の操縦に長けている。愛車はオースティン・ヒーレー・スプライトMk1（愛称：レディマドンナ）。温厚で女性に優しい紳士的な性格だが、割と淡白。両親もエージェントだったが、任務遂行中に殉職。
ノエル・アーデレード
声 - 高橋美佳子
エネルギー鉱石が採掘されるアイボリ島出身の少女。14歳。島の時計台の修理費用を得る為にイシュタル15年女王に立候補する。L/Rにより偽者として一度、島に返されたが、後に本物である事が判明した。歌が好きで、本来は明るく前向きな性格だが、少し人見知り。ペットは、小猿のキキ。
クレア・ペニーレイン
声 - 豊口めぐみ
CLOUD7の秘書で、ミスターの娘。20歳。清楚可憐な容姿で、マドンナ的存在。
ミスター / オールデン・ペニーレイン
声 - 大塚明夫
51歳。元英国秘密謀報部員。現在はCLOUD7のボスで、クレアの父親。本名は「オールデン・ペニーレイン」。
デズモンド・マッカーシー
声 - 辻親八
CLOUD7の特殊兵器開発担当を務める男性。59歳。L/Rが使う物には、彼の特殊装備が施されている。
カミール女史
声 - 勝生真沙子
イシュタル王室謀報局・王室近衛隊隊長を務める女性。48歳。エージェントに任務を発注する。L/Rには厚い信頼を寄せ、重要任務は彼らに発注している。

## 用語
王立国家イシュタル
イングランドに隣接する架空の国。国土面積は日本の沖縄県くらい。王制が敷かれ、英国文化の影響が強い。王宮がある首都エリアの他、様々な地形エリアがある。また、国の周辺には大小の衛星島が点在する。
王室近衛隊
イシュタル国内外に起る様々な有事を極秘裏に解決するために設置された諜報機関。局長は、王室第三女・カミール女史。王室がライセンスを与えた私設エージェンシーへ任務を発注する役目を担い、近衛隊自体は直接任務を行わない。
王室ライセンス・エージェント
王室からライセンスを受けたエージェントのこと。これにより王室から各種の指令発注が送られる。規模は、個人から軍隊並みのものまで様々。最近は、企業からの出資金をもらって彼らの用心棒と化す者が多い。各々のエージェントへの指令は、王室近衛隊によって発注が行われるが、任務のレベルや近衛隊の要人によって使うエージェントが違うらしい。発注連絡は王宮時計台が鳴らす時報鐘の音色によって指定のエージェントが区別される。
CLOUD7
L/Rが所属する、王室エージェンシー。ボスは、ミスターことオールデン・ペニーレイン。カミールからの信頼が最も厚く、重要レベルの指令は、まず彼らに発注される。

## 洋楽との関連性
作中、用語やキャラクター名等に洋楽を連想させるキーワード（主にビートルズを連想させるもの）が以下のように多用されている。
CLOUD7
ビートルズのギタリスト、ジョージ・ハリスンのソロ・アルバムに『Cloud Nine』というアルバムがある。
ロウ・リッケンバッカー
ビートルズのギタリスト、ジョン・レノンが愛用していたギターのメーカーはRickenbackerである。
ジャック・ヘフナー
ビートルズのベーシスト、ポール・マッカートニーが愛用していたベースのメーカーはHöfnerである。
ペニーレイン
ビートルズの曲「Penny Lane」より。
OP「Go where no ones gone before」
歌っているBilly Prestonは、ビートルズの「Get Back」でキーボードを弾いている。
2話サブタイトル「蜜の味／A taste of secret」
ビートルズの曲「A Taste of Honey」（同名のミュージカルのテーマ曲のカバー）より。
12話サブタイトル「十五年の残像／A DAY IN THE LIFE」
ビートルズの曲「A Day in the Life」より。
13話サブタイトル「群像／Two of us」
ビートルズの曲「Two of Us」より。
2話作中のセリフ「バンドマスターよりバイオリンベースへ」
ポール・マッカートニーが愛用していたヘフナー社のベースがバイオリンベース。
2話登場キャラクター「マイケル・バブルス」
マイケル・ジャクソンが飼っていたペットの名前がバブルス。
ノエル・アーデレード出身地のアイボリ島
ポール・マッカートニーとスティーヴィー・ワンダーの曲に「Ebony And Ivory」という曲がある。
5話登場キャラクター「グレイ・F・ストラトス」の異名「スローハンド」
エリック・クラプトンのニックネームが「スローハンド」。
5話登場キャラクター「レイラ」
エリック・クラプトンが所属していたバンド「デレク・アンド・ザ・ドミノス」の代表曲に「Layla」という曲がある。
7話登場のアイボリ島の青年達
名前がロッキー、チャーリー、ブライアン、キース、ミックで、ロッキー以外の名前はローリング・ストーンズのメンバーに一致する。
11話登場キャラクター「ジュード・マクマナス」
ビートルズの曲「Hey Jude」より。また、マクマナスはエルヴィス・コステロの本名でもある（スペルは一字違い）。
作中の車「レディ・マドンナ」
ビートルズの曲「Lady Madonna」より。
劇中歌も全て英詞のものであり、更に、ビートルズ、U2、ブライアン・アダムス等の曲と同じコード進行やアレンジ手法を用いており、洋楽指向をより強調している。

## スタッフ
- 監督 - 川崎逸朗
- シリーズ構成 - 松井一樹
- アニメーションディレクター・キャラクターデザイン - 佐藤雅弘
- キャラクター設定 - 鍋田香代子
- メカニックデザイン - 寺岡賢司
- 美術監督 - 河野次郎
- 色彩設定 - 津守裕子
- 撮影監督 - 鎌田克明
- 編集 - 田熊純
- 音響監督 - 高橋秀雄
- 音楽 - 西田マサラ
- 音楽監督 - 野崎圭一
- 音楽制作 - ビクターエンタテインメント
- フジテレビ・プロデューサー - 松崎容子
- プロデューサー - 後藤秀樹
- アニメーション制作 - ティー・エヌ・ケー
- プロデュース - 松田章男
- 製作 - Pioneer、PIONEER LDC.INC.、PIONEER ENTERTAINMENT(USA)INC.、TNK、フジテレビジョン

## 主題歌
オープニングテーマ「Go where no ones gone before」
作詞 - Scott Matthew / 作曲 - TSUKASA / 編曲 - 野崎圭一、西田マサラ / 歌 - Billy Preston
エンディングテーマ「願いのとき」
作詞 - 三重野瞳 / 作曲 - 富樫則彦 / 編曲 - 西田マサラ / 歌 - 高橋美佳子

## 各話リスト
| 話数       | サブタイトル                                 | 脚本     | 絵コンテ | 演出              | 作画監督                     |
| ---------- | -------------------------------------------- | -------- | -------- | ----------------- | ---------------------------- |
| 1          | 人魚の足／Be traced                          | 川崎逸朗 | 川崎逸朗 | 川崎逸朗          | 佐藤雅弘 杉藤さゆり          |
| 2          | 蜜の味／A taste of secret                    | 松井一樹 | 橘正紀   | 石倉賢一          | 長森佳容 川原智弘            |
| 3          | 少女、都へ行く／A girl goes to city          | 松井一樹 | 川崎逸朗 | 川崎逸朗          | 鍋田香代子                   |
| 4 (未放送) | 砂漠の祭典／Sweet enemies in the same desert | 川崎逸朗 | 原口浩   | 原口浩            | 佐々木敦子                   |
| 5          | 慟哭の銃弾／Tear drop                        | 菅正太郎 | 安藤真裕 | 長井龍雪          | 松竹徳幸                     |
| 6          | 顔のない聖天使／Lost recognition             | 松井一樹 | 川崎逸朗 | 川崎逸朗 菱川直樹 | 渡辺純央                     |
| 7          | 邂逅の聖天使／Ivory                          | 松井一樹 | 寺東克巳 | 川崎逸朗 橋本昌和 | 鍋田香代子 杉藤さゆり        |
| 8          | 思惑の相対／Out of phase                     | 松井一樹 | 菱川直樹 | ヤマトナオミチ    | 小島美香子                   |
| 9          | 逆転の法則／Suspended game                   | 菅正太郎 | 多田俊介 | 多田俊介          | 入江健司                     |
| 10         | 逆賊の系譜／The discard                      | 菅正太郎 | 寺東克巳 | 長井龍雪          | 服部一郎 外崎春雄 後藤潤二   |
| 11         | 存在の不均衡／Tug of war                     | 松井一樹 | 原口浩   | 原口浩            | 佐々木敬子                   |
| 12         | 十五年の残像／A DAY IN THE LIFE              | 菅正太郎 | 川崎逸朗 | 橋本昌和          | 佐藤雅弘 鍋田香代子          |
| 13         | 群像／Two of us                              | 松井一樹 | 川崎逸朗 | 川崎逸朗 長井龍雪 | 佐藤雅弘 後藤潤二 佐々木敦子 |